# Джон Сингълтън Мосби
Джон Сингълтън Мосби (на английски: John Singleton Mosby), известен още като Сивия дух, е рейнджър от Конфедерацията по време на Гражданската война в Америка.
Мосби е един от легендарните военачалници във войната, който се слави с бързи тактически преходи, способност успешно да избягва преследвачите си, прикриване на хората си, дори чрез смесване с местни земеделски производители и граждани.